# 21900 Orus
21900 Orus eller 1999 VQ10 är en trojansk asteroid i Jupiters lagrangepunkt L4. Den upptäcktes 9 november 1999 av den japanska astronomen Takao Kobayashi vid Ōizumi-observatoriet. Den är uppkallad efter Orus i den grekiska mytologin.
Asteroiden har en diameter på ungefär 51 kilometer.
Den amerikanska rymdsonden Lucy planeras göra en förbiflygning av asteroiden i november 2028.